# Glándula holocrina

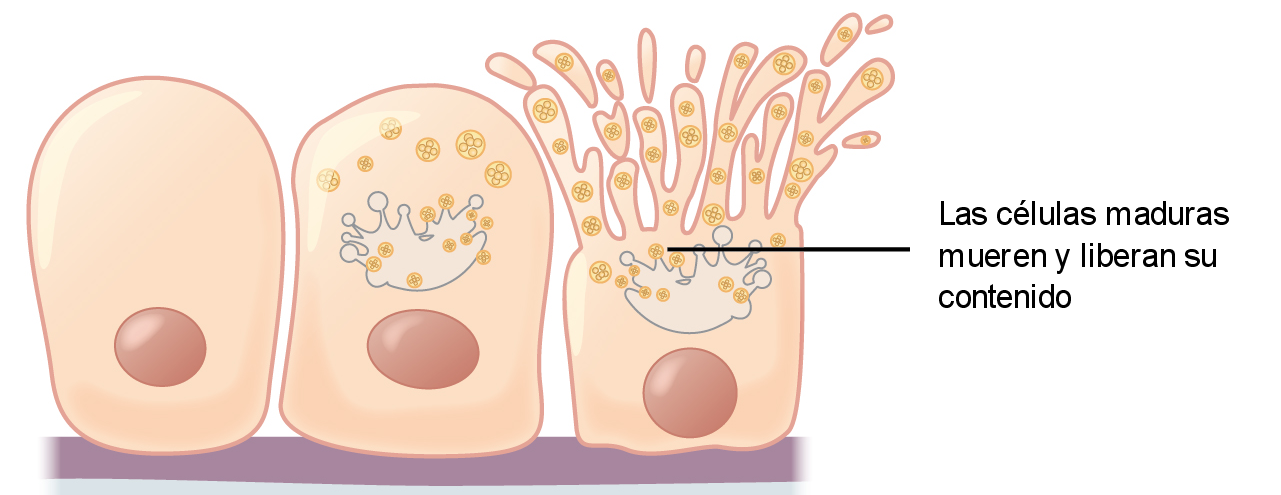
Las células que forman parte de las glándulas holocrinas liberan su contenido a la luz glandular al producirse la muerte de la célula.

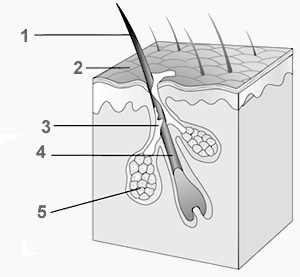
Ejemplo de glándula holocrina. Vista esquemática de una glándula sebácea, :1. Cabello, 2. Piel, 3. Sebo, 4. Folículo piloso, 5. Glándula sebácea.

Se llaman glándulas holocrinas, del griego holos (todo), un tipo de glándula exocrina presente en numerosos animales (incluido el ser humano). Se caracterizan porque las células que la forman se destruyen durante el proceso de secreción y su contenido pasa a formar parte de los productos secretados, lo que las diferencia de las glándulas merocrinas en la que las células no resultan dañadas durante el proceso de secreción. Las células que forman las glándulas holocrinas acumulan en su interior el producto de secreción que liberan a la luz de la glándula junto con detritus celulares cuando se produce la muerte programada de la célula. Ejemplos de glándulas holocrinas son las glándulas sebáceas presentes en la piel que producen sebo y las glándulas de Meibomio situadas en el párpado.